# John Bernard Caldwell
John Bernard Caldwell (ur. 26 września 1926) – brytyjski inżynier, wykładowca na Newcastle University, specjalista z architektury okrętu oraz historii techniki.

## Życiorys
Studia wyższe z inżynierii budownictwa (Building Engineering) ukończył w Liverpool University, doktorat (Doctor of Philosophy) w Bristol University. W latach 1953–1955 pracował w Bristol University jako pracownik naukowy z zakresu inżynierii cywilnej, w 1955-1959 starszy oficer naukowy w Royal Naval Science Service. W latach 1960–1966 był adiunktem z mechaniki stosowanej w Radio Network Controller w Greenwich. W latach 1962–1963 był profesorem wizytującym z architektury okrętów w Massachusetts Institute of Technology (MIT) w Stanach Zjednoczonych Ameryki. W latach 1966–1983 był kierownikiem katedry na Wydziale Architektury Okrętowej w School of Marine Science and Technology – Newcastle University w Londynie, gdzie w latach 1983–1986 został dziekanem Wydziału Inżynierii, od 1986 pełnił funkcję dyrektora School of Marine Technology. Był w zarządzie National Maritime Institute Ltd., w zarządzie Marine Technology Ltd. oraz wykładowcą w Majuba College w Newcastle Technology Center w Newcastle.
W latach 1976–1978 i od marca do lipca 1992 był dyrektorem North East Coast Institution of Engineers and Shipbuilders. Doktor honoris causa Politechniki Gdańskiej w 1985.
Napisał artykuły na temat architektury okrętowej, historii techniki budowlanej w XX wieku. Należy do Royal Academy of Engineering w Londynie.
W 1991 przeszedł na emeryturę.

## Odznaczenia
- Oficer Orderu Imperium Brytyjskiego (OBE), 1976